# Christian Paccoud
Christian Paccoud est un auteur-compositeur-interprète, accordéoniste et metteur en scène français né en 1954 en Isère.
En 1976, dans un cabaret à Cherbourg, il croise Maurice Fanon qui l’incite à se rendre à Paris. Mais c'est seulement en 1986, au printemps de Bourges, qu'il commence à se faire connaitre.
Il fait ses débuts au théâtre en 1996 avec Le Repas aux côtés de Valère Novarina. Il crée par ailleurs plusieurs spectacles musicaux : Dansez les pantins, avec le compositeur Jean Yves Rivaud en 2004, Polion le vagabond en 2005, Paccoud chante Novarina ou Éloge du réel en 2008. Il participe à la création de L’Opérette imaginaire, en hongrois, en 2009.
Il organise, chaque année en été, le Festival des Fromages de chèvre à l'auberge de La Buissonnière, à Courzieu.

## Discographie

### Albums
- 1990 : Cerise time tour 90 (K7 live démo)
- 1994 : Quelques Paccoud piratées (K7 live démo)
- 2000 : Arthur le pêcheur de chaussures (Loup du Faubourg)
- 2001 : Des roses et des chiens (Loup du Faubourg)
- 2003 : Notre poème est à nous - Live au Limo (Loup du Faubourg)
- 2008 : Ça compte pas
- 2008 : Chante Novarina : éloge du réel
- 2011 : Les magnifiques (double cd)
- 2013 : Polion le vagabond

## Distinctions
- Prix du syndicat de la critique 2011 : meilleur compositeur de musique de scène pour Le Vrai Sang